# Sportasroute

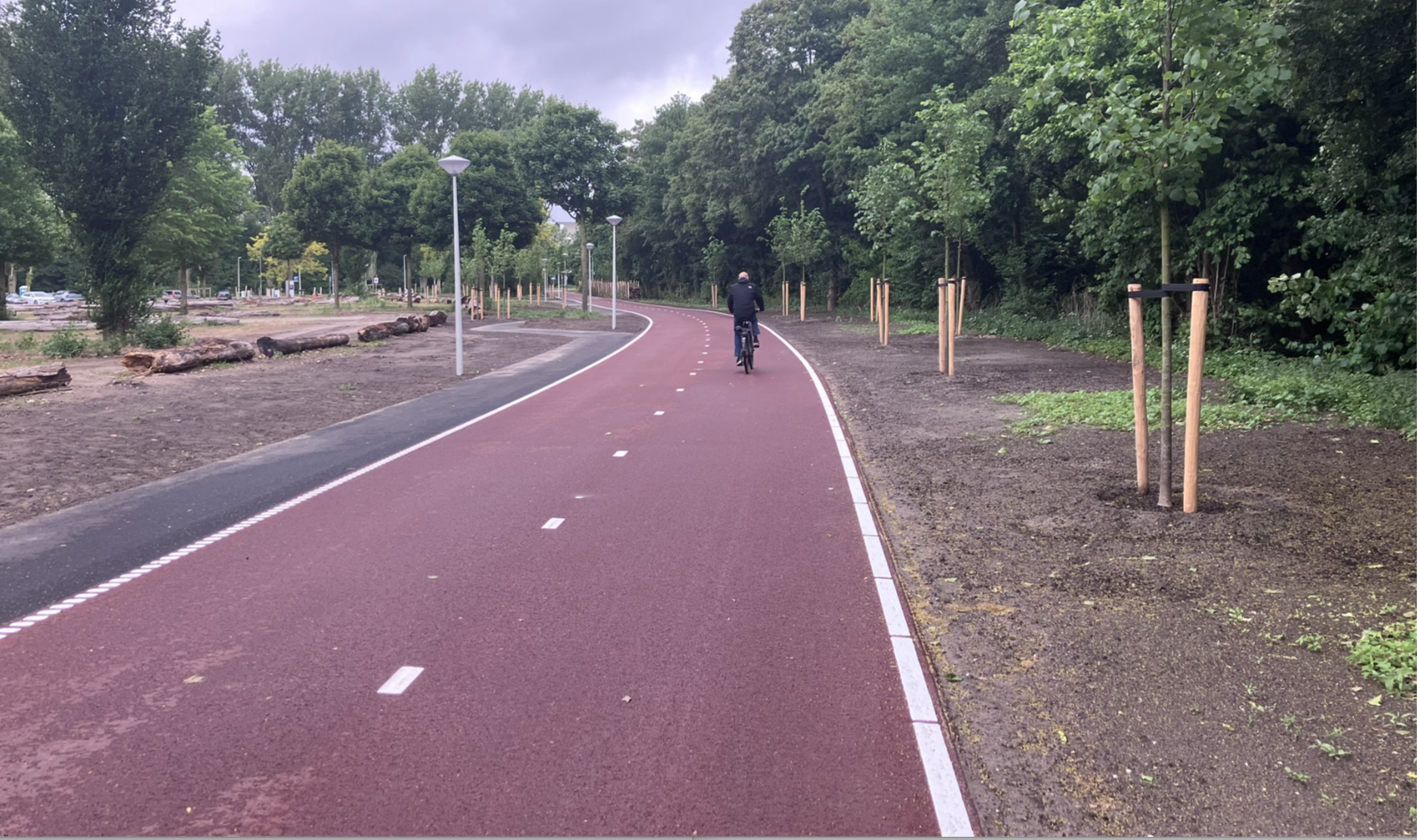
Sportasroute nabij ingang Amsterdamse Bos. Fietspad geopend mei 2025.

De Sportasroute is een fietspad in Amsterdam-Zuid en Amstelveen. De Sportasroute heeft zijn naam gekregen omdat de route het Olympisch Stadion van Amsterdam verbindt met het Wagenerstadion in Amstelveen. De route is een groene route die voor een groot deel door het Amsterdamse Bos loopt. 
In Amsterdam wordt de route gevormd door het Piet Kranenbergpad en de Jachthavenweg, waar de route gedeeltelijk een fietsstraat is. De route loopt hier parallel aan de Electrische Museumtramlijn Amsterdam en kruist zowel het IJsbaanpad als de snelweg Rijksweg A10. Op de grens van Amsterdam en Amstelveen staat het standbeeld van de Stedenmaagd_Amsterdamse_Bos.
In de gemeente Amstelveen loopt de route door het Amsterdamse Bos, over de Jan Tooroplaan en het Kazernepad. In 2025 is het gedeelte door het Amsterdamse Bos opgeknapt, verbreed en deels nieuw aangelegd. 
Andere sportfaciliteiten langs de route zijn onder andere de Bosbaan, het Frans Otten Stadion en de Sporthallen Zuid. 